# Coupe de Tunisie de football 1997-1998
Navigation
Coupe de Tunisie 1996-1997 Coupe de Tunisie 1998-1999
La coupe de Tunisie de football 1997-1998 est la 42e édition de la coupe de Tunisie depuis 1956, et la 67e en tenant compte des éditions jouées avant l'indépendance. Elle est organisée par la Fédération tunisienne de football (FTF).
Elle est remportée par le Club africain qui obtient ainsi sa 10e coupe de Tunisie.

## Résultats

### Troisième tour
24 clubs y participent : les douze de division 3 qualifiés du tour précédent et douze clubs représentant les ligues régionales.
- Union sportive de Nadhour (Ligue Tunis/Cap Bon) - Jeunesse sportive de Bou Arada (Ligue Nord-Ouest) : 1 - 2
- Astre sportif de Zaouiet Sousse (Ligue Centre) -  Espoir sportif de Hammam Sousse : 0 - 2
- Club olympique de Kélibia (Ligue Tunis/Cap Bon) - Kalâa Sport : 0 - 0 (t. a. b. : 2 - 4)
- Teboulbou Sport de Gabès (Ligue Sud-Est) - Nouhoudh sportif de Sidi Alouane (Ligue Centre-Est) : 1 - 0
- Association sportive de Djerba - Jeunesse sportive de Oudhref (Ligue Sud-Est) : 3 - 1
- Stade sportif gafsien (Ligue Sud-Ouest) - Club sportif de Hzag (Ligue Sud) : 1 - 2
- Baâth sportif de Mohammedia - Club sportif de Rouhia (Ligue Nord-Ouest) : 3 - 0
- Union sportive de Ksour Essef - Jeunesse sportive de Lamta (Ligue Centre-Est) : 2 - 1
- Club sportif de Hajeb El Ayoun (Ligue Centre) - Éclair de Testour (Ligue Nord) : 2 - 1
- Croissant sportif de Redeyef - Avenir sportif de Rejiche : 2 - 3
- Club sportif de Jebiniana (Ligue Sud) - Barrage sportif de Tamerza (Ligue Sud-Ouest) : 4 - 0
- Jendouba Sports - Astre sportif de Menzel Jemil (Ligue Nord) : 4 - 0

### Trente-deuxièmes de finale
Ils sont disputés en deux tours : le premier concerne les douze clubs qualifiés du tour précédent et vingt clubs parmi les 28 de la Ligue II, appelée alors division d'honneur ; le second est disputé par les seize qualifiés de ce tour et les huit clubs de ligue II qualifiés directement pour désigner les douze clubs devant disputer, en compagnie de huit clubs de Ligue I, les seizièmes de finale.

#### Trente-deuxièmes (A)
- STIR sportive de Zarzouna - Grombalia Sports : 1 - 1 (t. a. b. : 5 - 4)
- Jeunesse sportive de Bou Arada - Club olympique de Sidi Bouzid : 0 - 0 (t. a. b. : 3 - 4)
- El Ahly Mateur - Union sportive de Ben Guerdane : 2 - 1
- Union sportive de Tataouine - Étoile sportive du Fahs : 1 - 0
- Sporting Club de Ben Arous - Espoir sportif de Jerba Midoun : Forfait
- Océano Club de Kerkennah -  Espoir sportif de Hammam Sousse : 2 - 0
- Association sportive Ittihad - Ennahdha sportive de Jemmal : 1 - 1 (t. a. b. : 3 - 1)
- Avenir sportif de Kasserine - Club sportif hilalien : 2 - 1
- Kalâa Sport - Teboulbou Sport de Gabès : 4 - 2
- Association sportive de Djerba - Club sportif de Hzag : 1 - 0
- Union sportive monastirienne - Stade sportif sfaxien : 3 - 1
- Association Mégrine Sport - Stade soussien : 2 - 1
- Baâth sportif de Mohammedia - Union sportive de Ksour Essef : 3 - 1
- Club sportif de Hajeb El Ayoun - Avenir sportif de Rejiche : 1 - 0
- Union sportive de Siliana - Club sportif de Jebiniana : 0 - 0 (t. a. b.)
- Jendouba Sports - Football Club de Jérissa : 2 - 0
- Avenir sportif d'Oued Ellil, Étoile sportive de Béni Khalled, Stade africain de Menzel Bourguiba, Association sportive de l'Ariana, El Gawafel sportives de Gafsa, El Makarem de Mahdia, Sfax railway sport et Avenir sportif de Gabès : Exempts du tour

#### Trente-deuxièmes (B)
- Club olympique de Sidi Bouzid - Sporting Club de Ben Arous : 2 - 1
- Océano Club de Kerkennah - Club sportif de Hajeb El Ayoun : 4 - 2
- Avenir sportif de Kasserine - Association sportive Ittihad : 1 - 0
- Kalâa Sport - Association Mégrine Sport : 4 - 1
- Union sportive monastirienne - Association sportive de Djerba : 1 - 0
- El Makarem de Mahdia - Baâth sportif de Mohammedia : 7 - 0
- Avenir sportif de Gabès - Union sportive de Tataouine : 1 - 0
- Sfax railway sport - Stade africain de Menzel Bourguiba : 2 - 0
- Jendouba Sports - El Ahly Mateur : 3 - 0
- Étoile sportive de Béni Khalled - El Gawafel sportives de Gafsa : 3 - 1
- Avenir sportif d'Oued Ellil - Union sportive de Siliana : 2 - 0
- Association sportive de l'Ariana - STIR sportive de Zarzouna : 3 - 1

### Seizièmes de finale
Vingt équipes participent à ce tour, les douze qualifiés du tour précédent et huit clubs de la division nationale (Ligue I). Les six autres sont qualifiés d'office grâce à leur classement en championnat obtenu lors de la saison précédente. Les matchs sont joués le 23 novembre 1997.
| Équipe 1                         | Équipe 2                        | Score 90'         | Score 120' | Tirs au but |
| -------------------------------- | ------------------------------- | ----------------- | ---------- | ----------- |
| Stade tunisien                   | Club olympique de Sidi Bouzid   | 3 - 1             |            |             |
| Association sportive de l'Ariana | Étoile sportive de Béni Khalled | 3 - 0             |            |             |
| Avenir sportif de Kasserine      | Espérance sportive de Zarzis    | 0 - 0             | 0 - 0      | 3 - 2       |
| El Makarem de Mahdia             | Jeunesse sportive kairouanaise  | 2 - 2             | 2 - 2      | 4 - 3       |
| Club africain                    | -                               | Qualifié d'office |            |             |
| Étoile sportive du Sahel         | -                               | Qualifié d'office |            |             |
| Club olympique des transports    | Olympique du Kef                | 0 - 0             | 0 - 1      |             |
| Avenir sportif de La Marsa       | Avenir sportif d'Oued Ellil     | 2 - 2             | 3 - 2      |             |
| Océano Club de Kerkennah         | Avenir sportif de Gabès         | 0 - 0             | 0 - 0      | 6 - 7       |
| Olympique de Béja                | -                               | Qualifié d'office |            |             |
| Club sportif de Hammam Lif       | Kalâa Sport                     | 3 - 0             |            |             |
| Club sportif sfaxien             | -                               | Qualifié d'office |            |             |
| Club athlétique bizertin         | -                               | Qualifié d'office |            |             |
| Jendouba Sports                  | Club olympique de Médenine      | 1 - 0             |            |             |
| Union sportive monastirienne     | Sfax railway sport              | 3 - 2             |            |             |
| Espérance sportive de Tunis      | -                               | Qualifié d'office |            |             |

### Huitièmes de finale
| Date             | Équipe 1                     | Équipe 2                         | Score 90' | Score 120' | Tirs au but |
| ---------------- | ---------------------------- | -------------------------------- | --------- | ---------- | ----------- |
| 19 décembre 1997 | Avenir sportif de La Marsa   | El Makarem de Mahdia             | 2 - 0     |            |             |
| 19 décembre 1997 | Avenir sportif de Gabès      | Association sportive de l'Ariana | 2 - 0     |            |             |
| 19 décembre 1997 | Union sportive monastirienne | Olympique de Béja                | 0 - 0     | 0 - 0      | 2 - 4       |
| 19 décembre 1997 | Avenir sportif de Kasserine  | Olympique du Kef                 | 0 - 0     | 0 - 0      | 1 - 4       |
| 19 décembre 1997 | Étoile sportive du Sahel     | Club sportif de Hammam Lif       | 2 - 1     |            |             |
| 19 décembre 1997 | Club athlétique bizertin     | Jendouba Sports                  | 1 - 0     |            |             |
| 19 décembre 1997 | Espérance sportive de Tunis  | Stade tunisien                   | 4 - 0     |            |             |
| 19 décembre 1997 | Club africain                | Club sportif sfaxien             | 2 - 0     |            |             |

### Quarts de finale
| Date           | Équipe 1                    | Équipe 2                 | Score 90' |
| -------------- | --------------------------- | ------------------------ | --------- |
| 4 janvier 1998 | Club africain               | Olympique du Kef         | 1 - 0     |
| 4 janvier 1998 | Espérance sportive de Tunis | Avenir sportif de Gabès  | 8 - 0     |
| 4 janvier 1998 | Avenir sportif de La Marsa  | Étoile sportive du Sahel | 2 - 0     |
| 4 janvier 1998 | Olympique de Béja           | Club athlétique bizertin | 1 - 0     |

### Demi-finales
| Date         | Équipe 1          | Équipe 2                    | Score 90' |
| ------------ | ----------------- | --------------------------- | --------- |
| 15 mars 1998 | Club africain     | Espérance sportive de Tunis | 1 - 0     |
| 15 mars 1998 | Olympique de Béja | Avenir sportif de La Marsa  | 1 - 0     |

### Finale
| Date       | Équipe 1      | Équipe 2          | Score 90' | Score 120' | Tirs au but |
| ---------- | ------------- | ----------------- | --------- | ---------- | ----------- |
| 3 mai 1998 | Club africain | Olympique de Béja | 1 - 1     | 1 - 1      | 4 - 3       |

Les buts de la finale sont marqués par Maher Sdiri (26e min) pour le Club africain et Hafedh Guitouni (69e min) pour l'Olympique de Béja. Aux tirs au but, Faouzi Rouissi, Sabri Jaballah, Rezki Amrouche et Nabil Kouki ont transformé leurs tirs en buts et Raouf Bouzaiene a raté le sien pour les vainqueurs. Alors que Mourad Melki, Hédi Mokrani et Nabil Ghanmi ont marqué et Kefli Ayari et Moussa Diop ont raté leurs tirs du côté des vaincus. 
La rencontre est dirigée par l'arbitre Rachid Barouni, secondé par Abdelkader Laâribi et Taoufik Oueslati, alors que Foued Hamrit est quatrième arbitre .
Les formations alignées sont :
- Club africain (entraîneur : René Exbrayat) : Boubaker Ezzitouni - Mohamed Aziz Khouini, Lassâad Hanini, Sabri Jaballah, Rezki Amrouche, Hamdi Marzouki, Maher Sdiri (puis Hédi Daâ puis Nader Werda), Nabil Kouki, Faouzi Rouissi, Raouf Bouzaiene, Jameleddine Limam (puis Abdeljalil Hadda)
- Olympique de Béja (entraîneur : Ali Fergani) : Adel Nefzi - Nizar Nefzi (puis Radhouan Bouzaiene), Ramzi Toujani, Moussa Diop, Hafedh Guitouni, Hassène Riahi (puis Kefli Ayari), Nabil Ghanmi, Hédi Mokrani, Zied Youzbachi (puis Walid Aït Limam), Mourad Melki

## Meilleur buteur
C'est le Brésilien de l'Espérance sportive de Tunis, Gilson André da Costa Maciel, qui est le meilleur buteur de l'édition avec sept buts dont cinq au cours du match contre l'Avenir sportif de Gabès. 